# Faith Evans

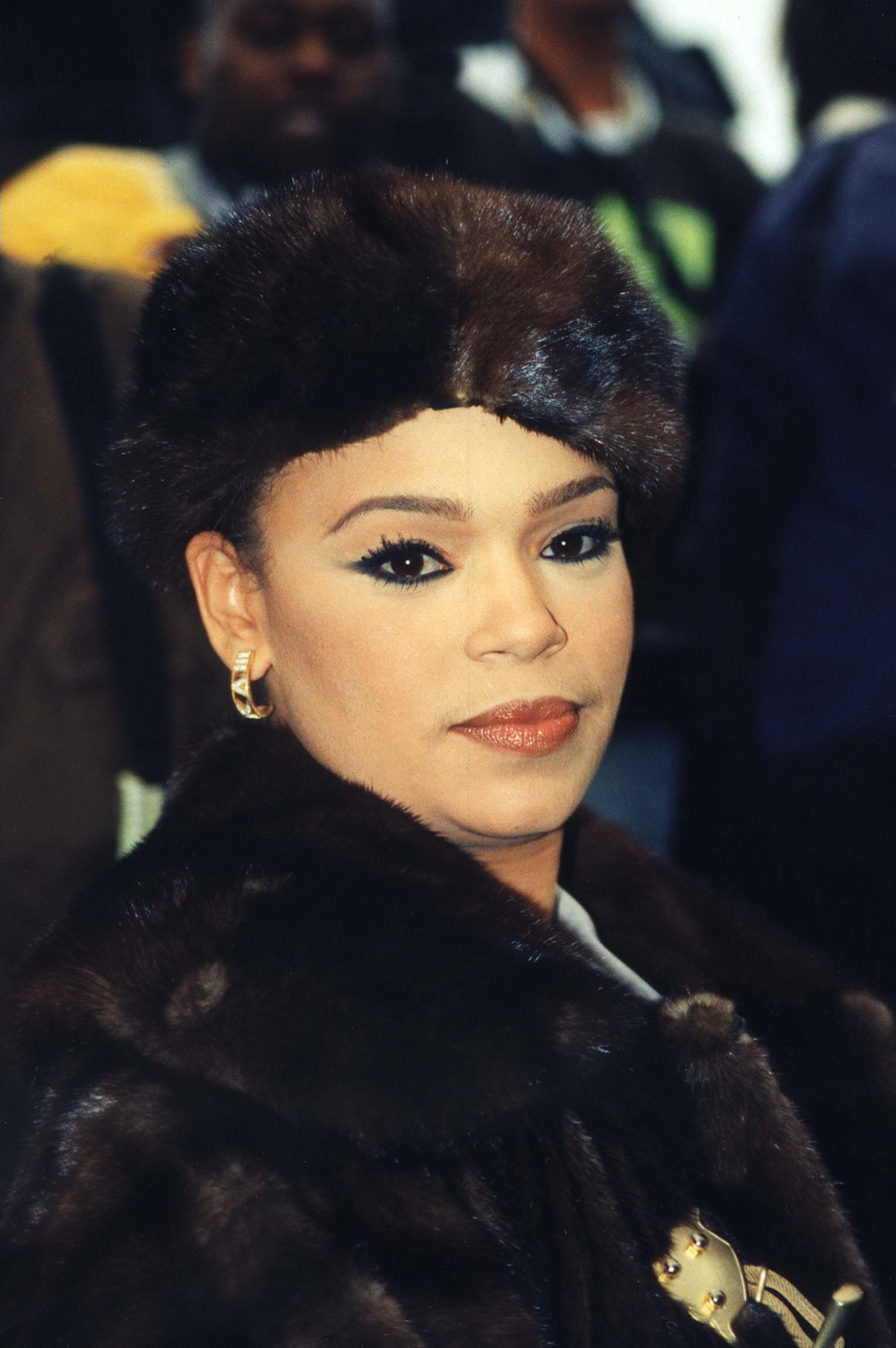
Faith Evans (1998)

Faith Renée Evans (* 10. Juni 1973 in Lakeland, Florida) ist eine US-amerikanische R&B-Sängerin und Schauspielerin.

## Biografie

### Jugend
Evans wuchs in Newark, New Jersey auf und verbrachte eine recht unbeschwerte Kindheit im Kreise ihrer Familie. Im Teenageralter entdeckte und entwickelte sie Interesse an der Musik, allem voran am Jazz, einer Stilrichtung, die sie in den Folgejahren als Sängerin in diversen Nachtclubs bekannt macht. Nach dem College beschloss sie, eine Karriere als professionelle Sängerin anzustreben. Zunächst trat sie auf lokaler Ebene unter Mithilfe von Musiker Kiyamma Griffin auf; etwas später wurde der aufstrebende Musikproduzent Sean „Puffy“ Combs auf sie aufmerksam, der Faith 1994 einen Vertrag mit seinem Label Bad Boy Records anbot.

### Karriere

#### 1990er Jahre
Faith Evans traf als Backgroundsängerin auf den jungen Rapper Christopher Wallace alias The Notorious B.I.G. Wallace, der gerade sein Debütalbum einspielte, war von der Sängerin so begeistert, dass er ihr nur wenige Tage nach dem Kennenlernen einen Heiratsantrag machte. Evans, die zu diesem Zeitpunkt bereits Mutter eines Mädchens war, willigte ein, woraufhin das Paar nur zehn Tage später vor den Traualtar trat.
Die persönliche Bindung der beiden blieb nicht ohne musikalische Folgen – so trat Evans erstmals auf dem Remix zu Biggies 1995er-Hitsingle One More Chance in Erscheinung. Noch im selben Jahr wurde ihr selbstbetiteltes Debütalbum veröffentlicht und erreichte innerhalb weniger Monate Platinstatus. Die Singleauskopplungen Soon As I Get Home, You Used To Love Me und Ain’t Nobody konnten sich indes vor allem im R&B- und Hip-Hop-Radioairplay durchsetzen.
Am 7. September 1996 geriet die Beziehung der beiden mit der Ermordung Tupac Shakurs erstmals in Turbulenzen. Nicht nur aufkeimende Gerüchte um Wallaces angebliche Affären mit den Rapperinnen Lil’ Kim und Charli Baltimore belasteten die Ehe, sondern auch Schuldzuweisungen angesichts der Mutmaßungen, dass er sich mit Shakur nicht nur auf musikalischer Ebene bekriegt haben solle, wurden laut. Wallace, neben Sean Combs als Tatverdächtiger gehandelt, wurde infolgedessen nur ein halbes Jahr später, am 9. März 1997, von Unbekannten in seinem Geländewagen niedergeschossen. Im Folgenden wurde Evans von Combs gebeten, die Chorusstimme zu der Tributsingle I’ll Be Missing You beizusteuern. Die Zusammenarbeit stürmte weltweit die Charts und entwickelte sich innerhalb weniger Wochen zu einer der erfolgreichsten Aufnahmen des Jahres 1997. Letztlich gewann der Song nicht nur einen Grammy, sondern er half Evans auch über eine Phase tiefer Depression hinweg.
Nur wenig später lernte sie ihren zweiten Ehemann, den Musikproduzenten Todd Russaw, kennen. Er ermutigte sie zu den Aufnahmen zu ihrem zweiten Album Keep The Faith, das 1998 erschien und die Erfolgssingles Love Like This und All Night Long hervorbrachte. Parallel dazu gelang Evans mit Whitney Houston und Kelly Price mit dem Song Heartbreak Hotel ein weiterer Charthit, während das Album mehrere Platinauszeichnungen erhielt.

#### 2000er Jahre

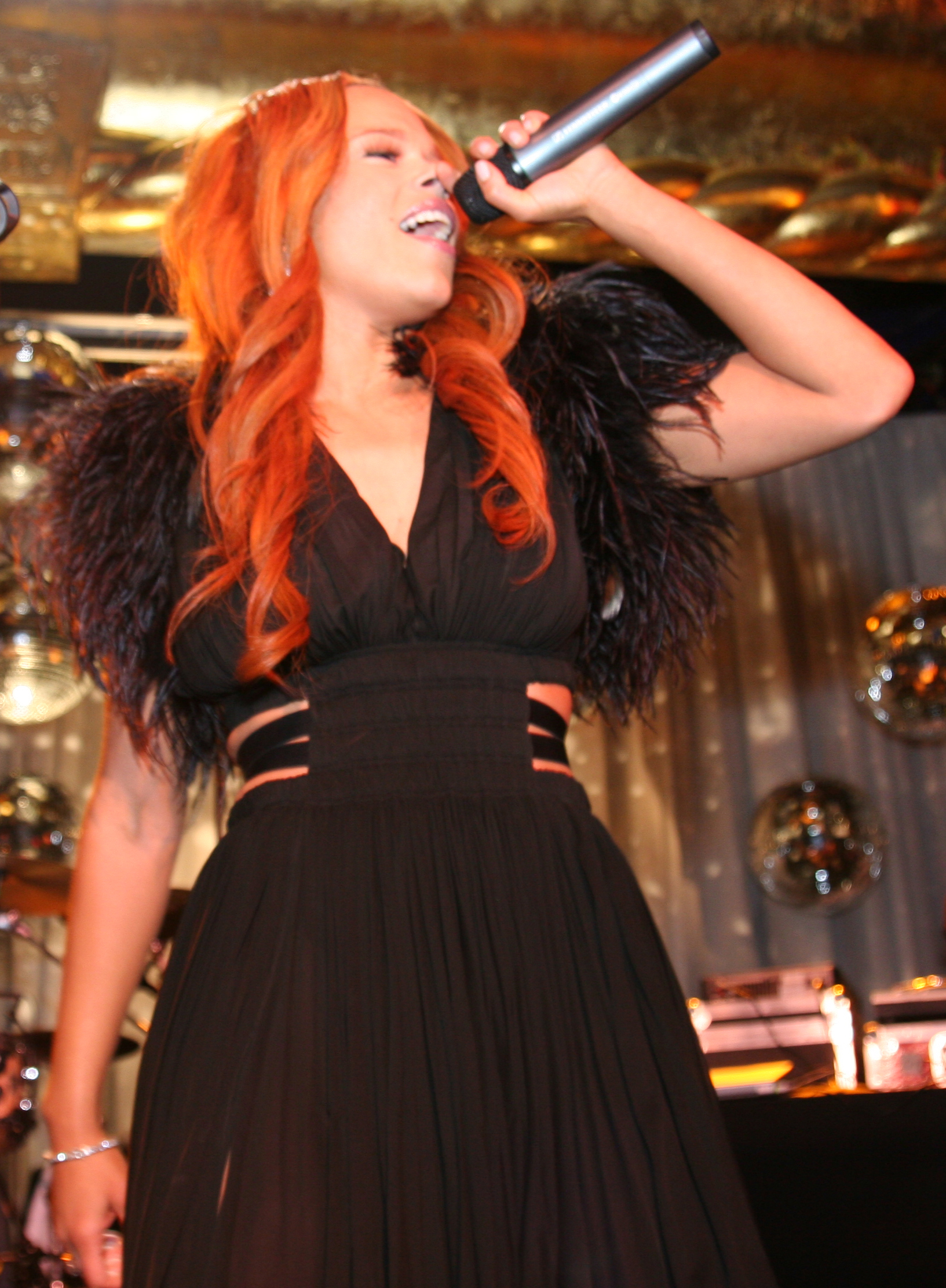
Faith Evans (2005)

Nach zweijähriger Pause meldete sich Faith Evans schließlich 2001 mit ihrem dritten Album Faithfully zurück. Nicht zuletzt dank zweier weiterer Hits mit You Gets No Love und I Love You konnte die Platte, welche später mit einer Grammy-Nominierung belohnt wurde, an den Erfolg der Vorgänger anknüpfen. Nur wenig später war sie auf Fatman Scoops Single Be Faithful zu hören, welche sowohl den Refrain als auch das Instrumental des 1998er Songs Love Like This sampelte und im Sommer 2003 bis auf Platz 1 der britischen Charts kletterte. Danach sorgten Evans und ihr Ehemann für überwiegend negative Schlagzeilen, als sie Anfang 2004 aufgrund von Drogenbesitzes und Fahrens unter Einfluss verhaftet und zu drei Jahren auf Bewährung sowie einer Geldstrafe verurteilt wurden.
Erlebtes verarbeitete Faith Evans schließlich in ihrem vierten Studioalbum The First Lady, das im April 2005 nach einem erstmaligen Labelwechsel zu Capitol Records veröffentlicht wurde. Die CD konnte zwar lediglich in den US-Albumcharts punkten, die Singles Again und Mesmerized hatten jedoch weltweiten Erfolg im Radioairplay. Mit Rapper Twista und „Hope“, dem Soundtrack zum Film Coach Carter, wurde indes eine weitere Single ausgekoppelt, bevor im Oktober desselben Jahres ein Weihnachtsalbum mit dem Titel A Faithful Christmas erschien.
2010 erschien mit Something About Faith Faith Evans’ fünftes R&B-Album, an dem sie u. a. mit Chucky Thompson und Jazze Pha arbeitete. Zuletzt erschien Ende 2014 das Album Incomparable.
Von September bis Dezember 2021 nahm Evans als Skunk an der sechsten Staffel des US-amerikanischen Ablegers von The Masked Singer teil, in der sie den vierten von insgesamt 16 Plätzen erreichte.

## Diskografie
Studioalben

| Jahr | Titel                 | Höchstplatzierung, Gesamtwochen, AuszeichnungChartplatzierungen (Jahr, Titel, Platzierungen, Wochen, Auszeichnungen, Anmerkungen) | Höchstplatzierung, Gesamtwochen, AuszeichnungChartplatzierungen (Jahr, Titel, Platzierungen, Wochen, Auszeichnungen, Anmerkungen) | Höchstplatzierung, Gesamtwochen, AuszeichnungChartplatzierungen (Jahr, Titel, Platzierungen, Wochen, Auszeichnungen, Anmerkungen) | Höchstplatzierung, Gesamtwochen, AuszeichnungChartplatzierungen (Jahr, Titel, Platzierungen, Wochen, Auszeichnungen, Anmerkungen) | Höchstplatzierung, Gesamtwochen, AuszeichnungChartplatzierungen (Jahr, Titel, Platzierungen, Wochen, Auszeichnungen, Anmerkungen) | Anmerkungen                                                  |
| Jahr | Titel                 | DE | AT | CH | UK | US | Anmerkungen                                                  |
| ---- | --------------------- | --- | --- | --- | --- | --- | ------------------------------------------------------------ |
| 1995 | Faith                 | — | — | — | — | US22 Platin · (32 Wo.)US | Erstveröffentlichung: 29. August 1995 Verkäufe: + 1.000.000  |
| 1998 | Keep the Faith        | — | — | — | UK69 (1 Wo.)UK | US6 Platin · (45 Wo.)US | Erstveröffentlichung: 27. Oktober 1998 Verkäufe: + 1.000.000 |
| 2001 | Faithfully            | — | — | — | — | US14 Gold · (27 Wo.)US | Erstveröffentlichung: 6. November 2001 Verkäufe: + 500.000   |
| 2005 | The First Lady        | — | — | CH89 (2 Wo.)CH | UK22 (4 Wo.)UK | US2 Gold · (14 Wo.)US | Erstveröffentlichung: 5. April 2005 Verkäufe: + 500.000      |
| 2005 | A Faithful Christmas  | — | — | — | — | — | Erstveröffentlichung: 25. Oktober 2005                       |
| 2010 | Something About Faith | — | — | — | — | US15 (5 Wo.)US | Erstveröffentlichung: 5. Oktober 2010                        |
| 2012 | R&B Divas             | — | — | — | — | US46 (3 Wo.)US | Erstveröffentlichung: 2. Oktober 2012                        |
| 2017 | The King & I          | — | — | — | — | US65 (1 Wo.)US | Erstveröffentlichung: 19. Mai 2017 mit The Notorious B.I.G.  |

## Filmografie
- 2000: Ghetto Superstar (Turn It Up)
- 2003: Fighting Temptations (The Fighting Temptations)

### Musikbeispiele
- Faith Evans: Love Like This (Official Music Video) auf YouTube
- Fatman Scoop feat. Faith Evans: Be Faithful auf YouTube
- Puff Daddy feat. Faith Evans: I'll Be Missing You (Official Music Video) auf YouTube